# Канашский район
Кана́шский райо́н (чув. Канаш районĕ) — административно-территориальная единица в Чувашской Республике (Российская Федерация), административным центром которого является город республиканского значения Канаш (не входит в состав района). 
В границах Канашского района и города республиканского значения Канаш с 2024 года существует Канашский муниципальный округ, административным центром которого является город Канаш.

## География и природа
Канашский район расположен в центральной части Чувашской Республики. На севере граничит с Цивильским и Красноармейским, на юге — с Комсомольским и Ибресинским, на западе — с Вурнарским, на востоке — с Урмарским и Янтиковским районами Чувашии, а также с Кайбицким районом Татарстана. Площадь района — 981,4 км², протяжённость с севера на юг 35 км, с запада на восток — 25 км.
Территория района находится в пределах Чувашского плато, расчлененный оврагами, долинами рек. Овраги преимущественно глубокие: 20—35 м, протяженностью 5—10 км. Район беден полезными ископаемыми. Имеется несколько месторождений кирпичных глин и суглинков. Строительные пески залегают в Шихазанском месторождении, расположенном на правом берегу реки Малый Цивиль и к северо-западу от города Канаша. Есть небольшие месторождения торфа, используемого в сельском хозяйстве. Торфяники расположены вдоль Малого Цивиля и Урюма.
Климат района умеренно континентальный с ярко выраженными временами года. Средняя температура января −13 °C, абсолютный минимум составляет −42 °C; средняя температура июля 18,7 °C, абсолютный максимум доходил до 37 °C. За год выпадает в среднем до 500 мм осадков преимущественно в теплый период.
Речная сеть представлена средним течением реки Малого Цивиля и верхними течениями рек Ута и Урюма.
В пределах Канашского района распространены дерново-слабоподзолистые почвы, представленные в южной части района, светло-серые лесные почвы в восточной части, типично серые лесные почвы занимают основную часть района. Тёмно-серые лесные почвы в основном приурочены к долинам рек и занимают 18 % площади района. Выщелоченные чернозёмы небольшими участками распространены на западе и востоке (5 % площади). В ландшафте преобладают пахотные земли на месте сведённых лесов. Лесистость составляет 18 %. Леса имеют островной характер, их основное значение защитное и рекреационное. В лесах преобладает дуб (58 %), имеются значительные площади берёзовых, осиновых, хвойных и липовых насаждений. Все безлесное пространство района распахано. Луга занимают 12 % площади и расположены в пойме Малого Цивиля.

## История

### Советский период
Район образован 5 сентября 1927 года.
2 ноября 1956 года к Канашскому району была присоединена часть территории упразднённого Шихазановского района. 21 июля 1959 года к Канашскому району была присоединена часть территории упразднённого Чурачикского района.

### С 1991 года
В границах Канашского района в 2004 году был образован Канашский муниципальный район с административным центром — городом Канаш, не входившем в состав Канашского муниципального района. В рамках организации местного самоуправления с 2004 по 2022 гг. Канашский муниципальный район включал 24 муниципальных образования со статусом сельского поселения, которые к 1 января 2023 года были упразднены и объединены в единый Канашский муниципальный округ.
В 2023 году Канашский муниципальный район был преобразован в Канашский муниципальный округ с административным центром — городом Канаш, не входившем в состав Канашского муниципального округа с 2023 по 2024 год. 
17 мая 2024 года Канашский муниципальный округ (первого формирования) и городской округ — город Канаш были объединены под названием «Канашский муниципальный округ» (второго формирования).

## Население

### Численность
| 1939    | 1959    | 1970    | 1979    | 1989    | 1993    | 1997    | 2001    | 2002    |
| ------- | ------- | ------- | ------- | ------- | ------- | ------- | ------- | ------- |
| 54 945  | ↗64 225 | ↗64 442 | ↘57 019 | ↘46 236 | ↘44 400 | ↘43 700 | ↘42 900 | ↘42 623 |
| 2005    | 2009    | 2010    | 2011    | 2012    | 2013    | 2014    | 2015    | 2016    |
| ↘42 100 | ↘41 315 | ↘39 708 | ↘39 516 | ↘38 809 | ↘37 833 | ↘37 178 | ↘36 819 | ↘36 254 |
| 2017    | 2018    | 2019    | 2020    | 2021    |         |         |         |         |
| ↘35 698 | ↘35 224 | ↘34 528 | ↘33 902 | ↘32 460 |         |         |         |         |

### Национальный состав
По данным переписи населения 2010 года Канашский район мононационален, абсолютное большинство населения — чуваши (94 %), русскими являются деревни Высоковка Вторая и Дмитриевка.
| Национальность | Число указавших национальность и доля от населения района |
| -------------- | --------------------------------------------------------- |
| Чуваши         | 93,52 % (37 134)                                          |
| Русские        | 3,49 % (1 387)                                            |

## Территориальное устройство

### Сельские поселения
В рамках административно-территориального устройства, район делится на 24 административно-территориальные единицы — сельских поселения.
| №  | Сельское поселение                  | Административный центр  | Количество населённых пунктов | Население (чел.) | Площадь (км²) |
| -- | ----------------------------------- | ----------------------- | ----------------------------- | ---------------- | ------------- |
| 1  | Асхвинское сельское поселение       | деревня Большие Бикшихи | 4                             | ↘2848            | 56,83         |
| 2  | Атнашевское сельское поселение      | деревня Атнашево        | 2                             | ↘1038            | 29,71         |
| 3  | Ачакасинское сельское поселение     | деревня Новые Ачакасы   | 6                             | ↘1704            | 64,50         |
| 4  | Байгильдинское сельское поселение   | деревня Байгильдино     | 3                             | ↘1198            | 25,97         |
| 5  | Вутабосинское сельское поселение    | село Вутабоси           | 3                             | ↘1192            | 48,31         |
| 6  | Караклинское сельское поселение     | деревня Караклы         | 3                             | ↘1588            | 33,46         |
| 7  | Кошноруйское сельское поселение     | деревня Кошноруй        | 12                            | ↘1557            | 69,42         |
| 8  | Малобикшихское сельское поселение   | деревня Малые Бикшихи   | 4                             | ↗1548            | 28,14         |
| 9  | Малокибечское сельское поселение    | село Малые Кибечи       | 2                             | ↘937             | 21,85         |
| 10 | Новоурюмовское сельское поселение   | деревня Новое Урюмово   | 2                             | ↘954             | 29,01         |
| 11 | Новочелкасинское сельское поселение | деревня Малое Тугаево   | 6                             | ↘1172            | 36,65         |
| 12 | Сеспельское сельское поселение      | деревня Сеспель         | 4                             | ↘1055            | 36,27         |
| 13 | Среднекибечское сельское поселение  | деревня Средние Кибечи  | 11                            | →1654            | 89,20         |
| 14 | Сугайкасинское сельское поселение   | деревня Сугайкасы       | 1                             | ↘1170            | 10,74         |
| 15 | Тобурдановское сельское поселение   | село Тобурданово        | 2                             | ↘1180            | 46,62         |
| 16 | Ухманское сельское поселение        | село Ухманы             | 2                             | ↘1219            | 30,99         |
| 17 | Хучельское сельское поселение       | деревня Хучель          | 6                             | ↗1044            | 22,92         |
| 18 | Чагасьское сельское поселение       | деревня Чагаси          | 7                             | ↘1857            | 39,61         |
| 19 | Шакуловское сельское поселение      | село Шакулово           | 3                             | ↘753             | 65,26         |
| 20 | Шальтямское сельское поселение      | деревня Новые Шальтямы  | 5                             | ↘1021            | 31,34         |
| 21 | Шибылгинское сельское поселение     | село Шибылги            | 5                             | ↘948             | 34,48         |
| 22 | Шихазанское сельское поселение      | село Шихазаны           | 2                             | ↗3449            | 25,78         |
| 23 | Ямашевское сельское поселение       | село Ямашево            | 5                             | ↘1006            | 39,31         |
| 24 | Янгличское сельское поселение       | село Янгличи            | 8                             | ↗1411            | 64,84         |

### Населённые пункты
В Канашском районе расположено 108 населённых пунктов:
| №   | Населённый пункт    | Тип              | Население | Поселение                           |
| --- | ------------------- | ---------------- | --------- | ----------------------------------- |
| 1   | Аксарино            | деревня          | →443      | Караклинское сельское поселение     |
| 2   | Алаксары            | деревня          | →145      | Кошноруйское сельское поселение     |
| 3   | Алешево             | деревня          | →136      | Хучельское сельское поселение       |
| 4   | Анаткасы            | деревня          | →227      | Сеспельское сельское поселение      |
| 5   | Аниш-Ахпердино      | деревня          | ↗421      | Шакуловское сельское поселение      |
| 6   | Аслыялы             | деревня          | →83       | Кошноруйское сельское поселение     |
| 7   | Асхва               | деревня          | ↘1043     | Асхвинское сельское поселение       |
| 8   | Атнашево            | деревня          | →997      | Атнашевское сельское поселение      |
| 9   | Атыково             | деревня          | →188      | Сеспельское сельское поселение      |
| 10  | Ачакасы             | село             | →343      | Ачакасинское сельское поселение     |
| 11  | Ачакс               | разъезд          | ↗17       | Ачакасинское сельское поселение     |
| 12  | Байгильдино         | деревня          | →395      | Байгильдинское сельское поселение   |
| 13  | Берёзовка           | деревня          | →45       | Малокибечское сельское поселение    |
| 14  | Ближние Сормы       | деревня          | →268      | Кошноруйское сельское поселение     |
| 15  | Богурданы           | деревня          | ↗252      | Янгличское сельское поселение       |
| 16  | Большие Бикшихи     | деревня          | →1164     | Асхвинское сельское поселение       |
| 17  | Братьякасы          | деревня          | →208      | Ямашевское сельское поселение       |
| 18  | Верхнее Девлизерово | деревня          | →210      | Среднекибечское сельское поселение  |
| 19  | Верхняя Яндоба      | деревня          | ↘533      | Чагасьское сельское поселение       |
| 20  | Воронцовка          | деревня          | →53       | Шальтямское сельское поселение      |
| 21  | Вторые Хормалы      | деревня          | →233      | Новочелкасинское сельское поселение |
| 22  | Вурман-Янишево      | деревня          | →331      | Ямашевское сельское поселение       |
| 23  | Вутабоси            | село             | →855      | Вутабосинское сельское поселение    |
| 24  | Высоковка Вторая    | село             | →24       | Среднекибечское сельское поселение  |
| 25  | Высоковка Первая    | село             | →19       | Среднекибечское сельское поселение  |
| 26  | Дальние Сормы       | деревня          | →328      | Кошноруйское сельское поселение     |
| 27  | Дмитриевка          | деревня          | →30       | Шибылгинское сельское поселение     |
| 28  | Елмачи              | деревня          | →372      | Ачакасинское сельское поселение     |
| 29  | Задние Яндоуши      | деревня          | →218      | Среднекибечское сельское поселение  |
| 30  | Зеленовка           | деревня          | →39       | Кошноруйское сельское поселение     |
| 31  | Зелёный             | посёлок          | →87       | Малобикшихское сельское поселение   |
| 32  | Имелево             | деревня          | →176      | Ямашевское сельское поселение       |
| 33  | Ирдеменево-Кошки    | деревня          | ↘136      | Ачакасинское сельское поселение     |
| 34  | Ирх-Сирмы           | деревня          | →65       | Кошноруйское сельское поселение     |
| 35  | Каликово            | деревня          | →282      | Вутабосинское сельское поселение    |
| 36  | Калиновка           | деревня          | →223      | Атнашевское сельское поселение      |
| 37  | Караклы             | деревня          | →608      | Караклинское сельское поселение     |
| 38  | Кармамеи            | выселок          | →138      | Чагасьское сельское поселение       |
| 39  | Кармамеи            | деревня          | →882      | Асхвинское сельское поселение       |
| 40  | Кашкар-Сирмы        | деревня          | →77       | Шальтямское сельское поселение      |
| 41  | Келте-Сюле          | деревня          | →88       | Малобикшихское сельское поселение   |
| 42  | Кибечи              | выселок          | →36       | Чагасьское сельское поселение       |
| 43  | Кибечи              | разъезд          | →2        | Среднекибечское сельское поселение  |
| 44  | Кошноруй            | деревня          | →261      | Кошноруйское сельское поселение     |
| 45  | Лесной              | выселок          | ↘145      | Хучельское сельское поселение       |
| 46  | Малая Андреевка     | деревня          | →154      | Шибылгинское сельское поселение     |
| 47  | Малдыкасы           | деревня          | →403      | Сеспельское сельское поселение      |
| 48  | Малды-Питикасы      | деревня          | →102      | Ямашевское сельское поселение       |
| 49  | Малое Тугаево       | деревня          | ↗213      | Новочелкасинское сельское поселение |
| 50  | Малые Бикшихи       | деревня          | →1470     | Малобикшихское сельское поселение   |
| 51  | Малые Кибечи        | село             | →1105     | Малокибечское сельское поселение    |
| 52  | Матькасы            | деревня          | →27       | Шибылгинское сельское поселение     |
| 53  | Маяк                | деревня          | →276      | Шальтямское сельское поселение      |
| 54  | Мокры               | деревня          | ↗514      | Чагасьское сельское поселение       |
| 55  | Мокры               | разъезд          | 0         | Чагасьское сельское поселение       |
| 56  | Напольные Котяки    | деревня          | ↘747      | Ачакасинское сельское поселение     |
| 57  | Нижнее Девлизерово  | деревня          | →171      | Среднекибечское сельское поселение  |
| 58  | Нижние Кибечи       | деревня          | →347      | Среднекибечское сельское поселение  |
| 59  | Нижние Татмыши      | деревня          | →196      | Янгличское сельское поселение       |
| 60  | Новая Яндоба        | деревня          | ↘212      | Янгличское сельское поселение       |
| 61  | Новое Урюмово       | деревня          | →784      | Новоурюмовское сельское поселение   |
| 62  | Новые Ачакасы       | деревня          | →541      | Ачакасинское сельское поселение     |
| 63  | Новые Бюрженеры     | деревня          | →387      | Новоурюмовское сельское поселение   |
| 64  | Новые Мамеи         | выселок          | →188      | Чагасьское сельское поселение       |
| 65  | Новые Мамеи         | деревня          | →347      | Байгильдинское сельское поселение   |
| 66  | Новые Пинеры        | деревня          | →130      | Шибылгинское сельское поселение     |
| 67  | Новые Турмыши       | деревня          | →141      | Хучельское сельское поселение       |
| 68  | Новые Челкасы       | деревня          | →217      | Новочелкасинское сельское поселение |
| 69  | Новые Шальтямы      | деревня          | →516      | Шальтямское сельское поселение      |
| 70  | Новые Шорданы       | деревня          | →90       | Янгличское сельское поселение       |
| 71  | Новый               | посёлок          | →66       | Малобикшихское сельское поселение   |
| 72  | Оженары             | деревня          | →592      | Новочелкасинское сельское поселение |
| 73  | Передние Яндоуши    | деревня          | →209      | Среднекибечское сельское поселение  |
| 74  | Пожарбоси           | деревня          | →86       | Кошноруйское сельское поселение     |
| 75  | Семёновка           | деревня          | ↗175      | Асхвинское сельское поселение       |
| 76  | Сеспель             | деревня          | →511      | Сеспельское сельское поселение      |
| 77  | Сив-Сирма           | деревня          | ↗56       | Янгличское сельское поселение       |
| 78  | Сиделево            | деревня          | →532      | Шихазанское сельское поселение      |
| 79  | Средние Кибечи      | деревня          | →286      | Среднекибечское сельское поселение  |
| 80  | Средние Татмыши     | деревня          | ↗279      | Янгличское сельское поселение       |
| 81  | Старое Ахпердино    | деревня          | →251      | Шакуловское сельское поселение      |
| 82  | Старые Шальтямы     | деревня          | →294      | Шальтямское сельское поселение      |
| 83  | Сугайкасы           | деревня          | ↘1170     | Сугайкасинское сельское поселение   |
| 84  | Сядорга-Сирмы       | деревня          | →297      | Вутабосинское сельское поселение    |
| 85  | Тобурданово         | село             | →1059     | Тобурдановское сельское поселение   |
| 86  | Туруново            | деревня          | →658      | Байгильдинское сельское поселение   |
| 87  | Тюлькой             | деревня          | →55       | Среднекибечское сельское поселение  |
| 88  | Ухманы              | село             | →1228     | Ухманское сельское поселение        |
| 89  | Хунав               | деревня          | ↗119      | Хучельское сельское поселение       |
| 90  | Хучель              | деревня          | ↗261      | Хучельское сельское поселение       |
| 91  | Чагаси              | деревня          | ↗756      | Чагасьское сельское поселение       |
| 92  | Челкумаги           | деревня          | ↘523      | Среднекибечское сельское поселение  |
| 93  | Чинквары            | выселок          | →57       | Новочелкасинское сельское поселение |
| 94  | Чиршкасы            | деревня          | ↘255      | Ухманское сельское поселение        |
| 95  | Шакулово            | село             | →417      | Шакуловское сельское поселение      |
| 96  | Шибылги             | село             | →784      | Шибылгинское сельское поселение     |
| 97  | Шигали              | село             | →293      | Кошноруйское сельское поселение     |
| 98  | Шихазаны            | выселок          | →62       | Новочелкасинское сельское поселение |
| 99  | Шихазаны            | село             | ↗2998     | Шихазанское сельское поселение      |
| 100 | Шоркасы             | село             | →246      | Кошноруйское сельское поселение     |
| 101 | Юманзары            | деревня          | →679      | Караклинское сельское поселение     |
| 102 | Яманово             | деревня          | →371      | Тобурдановское сельское поселение   |
| 103 | Ямашево             | село             | →568      | Ямашевское сельское поселение       |
| 104 | Ямбахтино           | деревня          | →65       | Кошноруйское сельское поселение     |
| 105 | Ямурза              | деревня          | →336      | Хучельское сельское поселение       |
| 106 | Янгличи             | посёлок разъезда | →4        | Янгличское сельское поселение       |
| 107 | Янгличи             | село             | →679      | Янгличское сельское поселение       |
| 108 | Яшкильдино          | деревня          | →199      | Кошноруйское сельское поселение     |

## Экономика

### Промышленность
По промышленному развитию Канашский район занимает ведущее положение в Чувашской Республике, уступая лишь Чебоксарскому району. Основной объём промышленного производства концентрируется в Канаше. Большое развитие здесь получили машиностроение и металлообработка, производство электропогрузчиков, технологической оснастки, токарных инструментов, ремонт вагонов, автомобилей и др., пищевая промышленность: производство хлебобулочных и кондитерских изделий, мясных, молочных продуктов, напитков; химическая промышленность: производство лакокрасочных изделий, полимерных материалов; лёгкая промышленность: швейное производство, изготовление валяной обуви; производство строительных материалов (кирпич), мебельное производство. Кроме Канаша промышленность получила развитие в сельских поселениях.

### Сельское хозяйство
Район имеет высокую сельскохозяйственную освоенность. Производство района многоотраслевое. Основная его продукция — мясо, молоко, картофель, хмель, яйцо, зерно. Основная специализация растениеводства — производство зерна, картофеля, хмеля. Животноводство представлено мясо-молочным скотоводством, развитым свиноводством, птицеводством.

### Транспорт
Территорию Канашского района пересекают железные дороги «Нижний Новгород—Канаш—Казань»; «Канаш—Красный Узел»; «Канаш—Чебоксары». Автомагистрали имеют общегосударственное и областное значение: «Цивильск—Ульяновск—Сызрань» (общегосударственного значения); «Урмары—Канаш—Алатырь»; «Шихазаны— Шумерля»; «Канаш—Чебоксары» (областного значения). По этим транспортным путям обеспечиваются внешние и внутренние экономические связи.

## Достопримечательности
- Мокринский железнодорожный мост
- Тобурдановский лес

## Известные персоны
- Макаров, Михаил Петрович (1906—1969) — педагог, историк, государственный и общественный деятель. Народный комиссар, министр просвещения Чувашской АССР (1941—1952). Депутат Верховного Совета Чувашской АССР.
- Ильин, Виктор Алексеевич — депутат (с 1998), руководитель фракции КПРФ (2002—2011) Государственного Совета Чувашской Республики, учился в среднетатмышской школе (Средние Татмыши) с 1974 по 1976 год;
- Владимиров, Юрий Андреевич — советский и российский биолог, доктор биологических наук (1968), профессор, академик АМН СССР.
- Гаврилов, Николай Федорович- (род. 14 сентября 1958 года, с. Янгличи,Канашский р-н, Чувашская АССР) — советский и российский авиатор, генерал-лейтенант, Герой Российской Федерации (2002). Региональный директор ПАО "Авиакомпания «ЮТэйр».